# Iva Damarija
Iva Damarija, hrvatska automobilistica iz Pule, najtrofejnija hrvatska vozačica. Članica AK Pula-Rovinj. Pobjednica na više automobilističkih natjecanja nižući pobjede i višestruka državna prvakinja. Pobjeđivala na Nagradi Ragusa Racinga, u autoslalomu u klasi 4 u Dubravi 2019. godine. i drugim natjecanjima. Supruga trofejnog automobilista Nenada Damarije. Godine 2019. bila je osma u ukupnom poretku Formule driver u klasi 9, od čega je jednom bila četvrta, na zadnjoj utrci sezone na Grobniku, a od boljeg plasmana u ukupnom poretku ostala je zbog nenastupanja u prijašnjim utrkama.
Hrvatski auto i karting savez proglasio ju je najuspješnijom automobilisticom sezone 2018.